# Георге Чяра
Георге Чяра (на румънски: George Ceara, Ceară) е арумънски и румънски поет.

## Биография
Георге Чяра е роден на 18 октомври 1881 година в южномакедонското влашко село Ксироливадо, тогава в Османската империя, днес Гърция. Начално образование получава в родното си село, а след това в 1904 година завършва Румънския лицей в Битоля. Записва Университета в Букурещ, но не успява да го завърши заради финансови трудности. Чяра работи като учител в 1906 – 1907 година в Ошин и Крива паланка. В 1908 година става учител в Бер. От 1912 година е директор на арумънското списание „Фламбура“. Остава в Бер до 1922 година, когато емигрира в Румъния. Умира на 1 април 1939 година в Каварна, днес България.
Чяра е автор на множество стихотворения. Негови творби влизат в антология на лирика на арумънски език, издадена в 1922 година, а след това и в антология от 1975 година. Пише в „Екоул Мачедонией“.